# Белик, Дмитрий Анатольевич
Дми́трий Анато́льевич Бе́лик (укр. Дмитро Анатолійович Белик; род. 17 октября 1969, Кулар, Якутская АССР) — украинский и российский политик. Депутат Государственной Думы Федерального Собрания Российской Федерации VII созыва, член фракции «Единая Россия», член комитета Госдумы по контролю и регламенту с 5 октября 2016 года.
Из-за поддержки российской агрессии во время российско-украинской войны находится под персональными международными санкциями 35 стран.

## Биография
Переехал в Севастополь из Кемерово в 1990 году.
С мая 1995 по июнь 2013 года — директор, заместитель директора частного предприятия «Биг-Крым» (Севастополь).
В 2006 году окончил Современную гуманитарную академию (Москва) по специальности «экономист».
В 2007 году учредил первую в Севастополе частную православную общеобразовательную школу «Мариамполь».
Депутат Севастопольского городского совета IV, V и VI созывов. Председатель земельной комиссии; в V созыве — председатель Постоянной комиссии по вопросам градостроительной политики, регулирования земельных и водных отношений. В VI созыве был председателем постоянной комиссии по вопросам промышленности, агропромышленного комплекса, торговли и предпринимательства, членом постоянной комиссии по социально-гуманитарным вопросам (с 21.6.2013).
Являлся членом Партии регионов.
Одновременно с 21 июня 2013 года — заместитель председателя Севастопольской городской государственной администрации по вопросам социальной политики.
С 4 марта по 13 мая 2014 года исполнял обязанности главы администрации Севастополя.
С 2014 года — заместитель секретаря Севастопольского регионального отделения и член Регионального политического совета Севастопольского отделения партии «Единая Россия».
С 2015 года находится в розыске прокуратуры Украины по подозрению в государственной измене.
22 мая 2016 года выиграл в предварительном партийном голосовании партии «Единая Россия» и на XV съезде партии был выдвинут кандидатом в депутаты Государственной думы Российской Федерации по городу Севастополю. На выборах депутатов Государственной Думы 18 сентября 2016 года победил по одномандатному избирательному округу город Севастополь — Севастопольский одномандатный избирательный округ № 219, набрав 46 960 голосов (33,24 %).
В VII созыве Государственной думы состоит во фракции «Единая Россия», является членом комитета по бюджету и налогам.
С ноября 2016 в отношении Белика (в числе 6 депутатов Государственной думы РФ, избранных в Крыму) действуют санкции, введённые Европейским союзом: запрет въезда на территорию Европейского сообщества и замораживание счетов на территории ЕС.

## Законотворческая деятельность
В 2016—2019 годах в период исполнения полномочий депутата Государственной Думы VII созыва выступил соавтором 97 законодательных инициатив и поправок к проектам федеральных законов.

## Политическая деятельность
Автор более 80 проектов решений Севастопольского городского Совета, в числе которых:
- Положение об общественных слушаниях
- Концепция сохранения исторической застройки г. Севастополя
- Об ограничении этажности в исторической центральной части города
- О запрете использования объектов коммунальной собственности для внедрения «метадоновой программы».

Инициировал общегородские общественные слушания:
- «Город против наркотиков»[4][5] — против введения в Севастополе метадоновой программы.
- «Говорим по-русски — учимся на русском»[4][5] — по их результатам принято решение сессии Горсовета о признании русского языком регионального общения.
- «О путях развития КП „Севэлектроавтотранс“»[4] — о реорганизации севастопольского троллейбуса.

Делегат I съезда в Северодонецке, II съезда депутатов всех уровней юго-востока и центра Украины в Северодонецке.
В 2008 году был одним из инициаторов установки памятника Екатерине II; выступал против установки на Графской пристани таблички «90 лет флоту Украины»; был одним из инициаторов предложения о присуждении Юрию Лужкову звания «Почётный гражданин Севастополя».
30 декабря 2009 года стал инициатором внеочередной сессии Севастопольского городского Совета по ситуации, сложившейся в городе Севастополе 26 декабря 2009 года. Тогда партия «Свобода» провела шествие по улице Ленина. Фактически — депутаты требовали запрета деятельности «Свободы».
На выборах 2012 года в Верховную раду баллотировался от партии «Русский блок» по 224 округу Севастополя; набрав 27,8 % голосов, стал вторым (после П. В. Лебедева). В повторных выборах (в связи с переходом П. В. Лебедева на пост министра обороны Украины) не участвовал, поддержав олигарха В. В. Новинского.
С 26 декабря 2012 года возглавлял координационный совет организаций российских соотечественников (КСОРС) при генеральном консульстве Российской Федерации в Крыму. 16 июля 2013 года заявил о выходе из фракции «Русский блок» Севастопольского городского совета.
Будучи и. о. главы администрации Севастополя, 7 марта 2014 года издал распоряжение о запрете использования в Севастопольской горгосадминистрации государственного украинского языка в делопроизводстве и документообороте и об использовании русского языка в качестве официального языка для ведения делопроизводства и документооборота.
Генеральный продюсер документального фильма о Станиславе Чиже — народном художнике Крыма, почётном гражданине Севастополя, создателе памятника Екатерине II.

## Международные санкции
Из-за поддержки российской агрессии и нарушения территориальной целостности Украины во время российско-украинской войны находится под персональными международными санкциями разных стран.
С 2016 года находится под санкциями всех стран Европейского союза и Монако как депутат «избранный от незаконно аннексированной „Республики Крым“», кроме того «он признал свое личное участие в событиях 2014 года, приведших к незаконной аннексии Крыма и Севастополя».
24 февраля 2022 года включён в санкционный список Канады «соратников режима», «за признание независимости так называемых республик в Донецке и Луганске».
30 сентября 2022 года, на фоне вторжения России на Украину, был внесён в санкционный список США в ответ на «фиктивные референдумы» и «аннексию территорий Украины российскими оккупационными силами». Государственный департамент отмечает что депутаты единогласно приняли закон о фейках, а некоторые депутаты сыграли ключевую роль в распространении российской дезинформации о войне.
По аналогичным основаниям, с 16 сентября 2022 года находится под санкциями Великобритании. С 16 марта 2022 года находится под санкциями Швейцарии. С 2 октября 2020 года находится под санкциями Австралии. С 12 апреля 2022 года находится под санкциями Японии. Указом президента Украины Владимира Зеленского от 7 сентября 2022 находится под санкциями Украины. С 12 октября 2022 года находится под санкциями Новой Зеландии.

## Семья
Женат, есть ребёнок.

## Доход и имущество
За 2021 год официальный доход — 5 666 917,19 руб.

### Недвижимость
Обладает десятками объектов недвижимости:
- Земельный участок, 206 м²
- Земельный участок, 425 м² (долевая собственность), 1/2 доли
- Земельный участок, 962 м²
- Жилой дом, 48.5 м² (долевая собственность), 1/2 доли
- Жилой дом, 216.9 м²
- Жилой дом, 389.5 м²
- Квартира, 108.6 м²
- Нежилое помещение, 59.9 м²
- Нежилое здание, 173.6 м² (долевая собственность), 1/4 доли

У супруги:
- Земельный участок, 206 м²
- Земельный участок, 493 м²
- Земельный участок, 962 м²
- Жилое здание, 35.6 м²
- Жилой дом, 135.9 м²
- Жилой дом, 216.9 м²
- Жилой дом, 389.5 м²
- Квартира, 108.6 м²

У ребёнка: Земельный участок, 206 м²; Земельный участок, 962 м²; Жилой дом, 216.9 м²; Жилой дом, 389.5 м²; Квартира, 108.6 м²

## Награды
- Медаль «В ознаменование 10-летия возвращения Севастополя в Россию» (23 февраля 2024) — за личный вклад в возвращение города Севастополя в Россию и проведение общекрымского Народного референдума
- Почётная грамота Правительства Севастополя (8 января 2024) — за личный вклад в решение задач социально-экономического развития города Севастополя
- Медаль ордена «За заслуги перед Отечеством» II степени
- Медаль «За освобождение Крыма и Севастополя» (17 марта 2014) — за личный вклад в возвращение Крыма в Россию[26]